# 25. stoljeće
◄ | 2. tisućljeće | 3. tisućljeće | 4. tisućljeće | ►
◄ | 23. stoljeće | 24. stoljeće | 25. stoljeće | 26. stoljeće | 27. stoljeće | ►
2400-ih | 2410-ih | 2420-ih | 2430-ih | 2440-ih | 2450-ih | 2460-ih | 2470-ih | 2480-ih | 2490-ih
25. stoljeće je je razdoblje od 2401. do  2500. godine.

## Popis dugih potpunih pomrčina Sunca
- 20. travnja 2414.: pomrčina Sunca[1] (5 min, 33 s).
- 30. travnja 2432.: pomrčina Sunca[2] (5 min, 56 s).
- 12. svibnja 2450.: pomrčina Sunca[3] (6 min, 19 s).
- 22. svibnja 2468.: pomrčina Sunca[4] (6 min, 41 s).
- 2. lipnja 2486.: pomrčina Sunca[5] (6 min, 59 s).
- 28. prosinca 2494.: pomrčina Sunca[6] (10 min, 22 s). Ovo će biti najduža pomrčina Sunca u 25. stoljeću.

## Ostali astronomski događaji
- 30. prosinca 2419. u 01:38 (UTC): Venera će okultirati Uran.
- 2426.: Druga orbita Plutona od njegovog otkrića.
- 2441.: Halleyjev komet na perihelu.
- 2456.: Trostruka konjukcija Mars-Jupiter.
- 29. kolovoza 2478. u 23:11 (UTC): Mars će okultirati Jupiter.
- 12. lipnja 2490. Venerin tranzit.
- 6. svibnja 2492.: Belgijski astronom Jean Meeus tvrdi[Ovo je relativno lako izračunati, nema potreba da pojedini astronom to tvrdi] da će orbite svih osam planeta i Plutona biti unutar istog kuta od 90° Sunčevog sustava. Posljednji put za koji se vjeruje da se to dogodilo bio je 1. veljače 949. godine.[7]
- 10. lipnja 2498.: Tranzit Venere.